# مارسيلو ريبيلو دي سوزا
مارسيلو ريبيلو دي سوزا (بالبرتغالية: Marcelo Rebelo de Sousa‏) (و. 1948 – م) هو سياسي، وبروفيسور (أستاذ جامعي)، وصحفي برتغالي، يشغل منصب رئيس البرتغال منذ 9 مارس 2016، ولد في لشبونة.

## التعليم
تعلم في جامعة لشبونة.

## مناصب وهيئات
أدار جامعة لشبونة.

## روابط خارجية
- مارسيلو ريبيلو دي سوزا على موقع مونزينجر (الألمانية)